# Hoghusen
Hoghusen, svensk adlig släkt, härstammande från den från Westfalen inkomne vinhandlaren i Stockholm Johan Hoghusen, vars två söner - Henrik Hoghusen (1624-1684) respektive Johan Hoghusen (1634-1715) - adlades 1662 och 1677. Den förres linje utslocknade med stiftaren 1684, den senares, som 1696 blev friherrlig, 1736.